# Liu Jing (Prinz)
Liu Jing (chinesisch 劉荊; * 37 n. Chr.; † (Suizid) 67) war ein Sohn von Kaiser Guangwu, dem ersten Kaiser der Östlichen Han-Dynastie. Sein Vater ernannte ihn im Jahr 39 zum Fürsten von Shanyang und beförderte ihn zwei Jahre später zum Prinzen. Im Jahr 57 starb Kaiser Guangwu, und sein Sohn Liu Yang folgte ihm als Kaiser Ming auf den Thron nach.
Kaiser Ming zeigte sich großzügig gegen seine Brüder. Im Jahre 58 gab er ihnen größere Lehen. Liu Jing erhielt den Titel Prinz von Guanglin. Wie viele seiner Brüder geriet er allmählich aus dem Gleis und wurde hochmütig. Im Jahre 66 rief er das Volk seines Lehens zum Aufstand, um den Kaiser zu stürzen und an seiner Stelle zu herrschen. Als der Kaiser davon erfuhr, ließ er den Prinzen in die Hauptstadt kommen und befragte ihn. Liu Jing bekannte seine Verschwörung, und Kaiser Ming verschonte ihn. Er ließ ihm sogar seinen Prinzentitel, entzog ihm aber alle politische Macht. Prinz Jing spann jedoch weiterhin seine Ränke und heuerte Zauberer an, um den Kaiser zu verfluchen. Als der Kaiser dies herausfand, tat er zunächst nichts, zwang Prinz Jing aber 67 zum Selbstmord. Liu Jing erhielt den postumen Titel Prinz Si von Guanglin.
| Personendaten    | Personendaten                       |
| ---------------- | ----------------------------------- |
| NAME             | Liu Jing                            |
| ALTERNATIVNAMEN  | Si von Guanglin, Prinz              |
| KURZBESCHREIBUNG | Prinz der Han-Dynastie, Verschwörer |
| GEBURTSDATUM     | 37                                  |
| STERBEDATUM      | 67                                  |